# Глайна (коммуна)
Глайна (нем. Gleina) — община в Германии, в земле Саксония-Анхальт. 
Входит в состав района Бургенланд. Подчиняется управлению Унструтталь.  Население составляет 1310 человек (на 31 декабря 2010 года). Занимает площадь 18,60 км².